# 細胞小器官
| 生命の階層 |            |
| 生態系     | ecosystem  |
| 生物群集   | community  |
| 個体群     | population |
| 個体       | individual |
| 器官       | organ      |
| 組織       | tissue     |
| 細胞       | cell       |
| 細胞小器官 | organelle  |
| 分子       | molecule   |
| その他     |            |
| 群体       | colony     |
| 定数群体   | coenobium  |

細胞小器官（さいぼうしょうきかん、英: organelle）とは、細胞の内部で特に分化した形態や機能を持つ構造の総称である。細胞内器官、あるいはラテン語名であるオルガネラとも呼ばれる。細胞小器官が高度に発達していることが、真核細胞を原核細胞から区別している特徴の一つである。
細胞小器官の呼称は、顕微鏡技術の発達に従い、それぞれの器官の同定が進むとともに産まれた概念である。したがってどこまでを細胞小器官に含めるかについては同定した経過によって下記のように混乱が見られる。細胞小器官を除いた細胞質基質についても、新たな構造や機能が認められ、細胞小器官を分類して論じることは今日ではあまり重要な意味をなさなくなってきつつある。
第一には、最も早い時期に同定された核、小胞体、ゴルジ体、エンドソーム、リソソーム、ミトコンドリア、葉緑体、ペルオキシソーム等の生体膜で囲まれた構造体だけを細胞小器官と呼ぶ立場があり、またこれらはどの場合でも細胞小器官に含められている。これらを膜系細胞小器官と呼ぶ場合もある。膜系細胞小器官が内を区画することにより、色々な化学環境下での生反応を並行することを可能にしている。また膜の内外で様々な物資の濃度差を作ることができ、このことを利用してエネルギー生産（電子伝達系）や、物質の貯蔵などを行っている。さらに小胞体、ゴルジ体、エンドソーム、リソソームは、小胞を介して細胞膜と連絡しあっており、この細胞内膜系と呼ばれるネットワークを通じて物質の取込み（エンドサイトーシス）や放出（分泌）を行うことで、他の細胞や細胞外とのコミュニケーションを達成している。
なおこれらのうちミトコンドリアは、独自の遺伝構造を持つことから、生物進化の過程や種の拡散において注目される場合があり、例えばヒトではミトコンドリア・イブのような共通祖先も想定される。ミトコンドリアに関しては、元来別の細胞が細胞内共生したものに由来するとの説（細胞内共生説）が有力視されている。葉緑体に関しても共生に由来するのではないかという見方もあるが、その起源は依然不明である。
第二には、細胞骨格や、中心小体、鞭毛、繊毛といった非膜系のタンパク質の超複合体からなる構造体までを細胞小器官に含める場合もある。
さらには、核小体、リボソームまで細胞小器官と呼んでいる例も見いだされる。
2024年に、海産の藻の一種の植物プランクトン「ビゲロイ」が外部の細菌シアノバクテリアを取り込んで窒素固定を行う細胞内小器官にしている例が見つかった。